# Agondji
Agondji è un arrondissement del Benin situato nella città di Djidja (dipartimento di Zou) con 7.574 abitanti (dato 2006).